# Fredericus van Rossum du Chattel

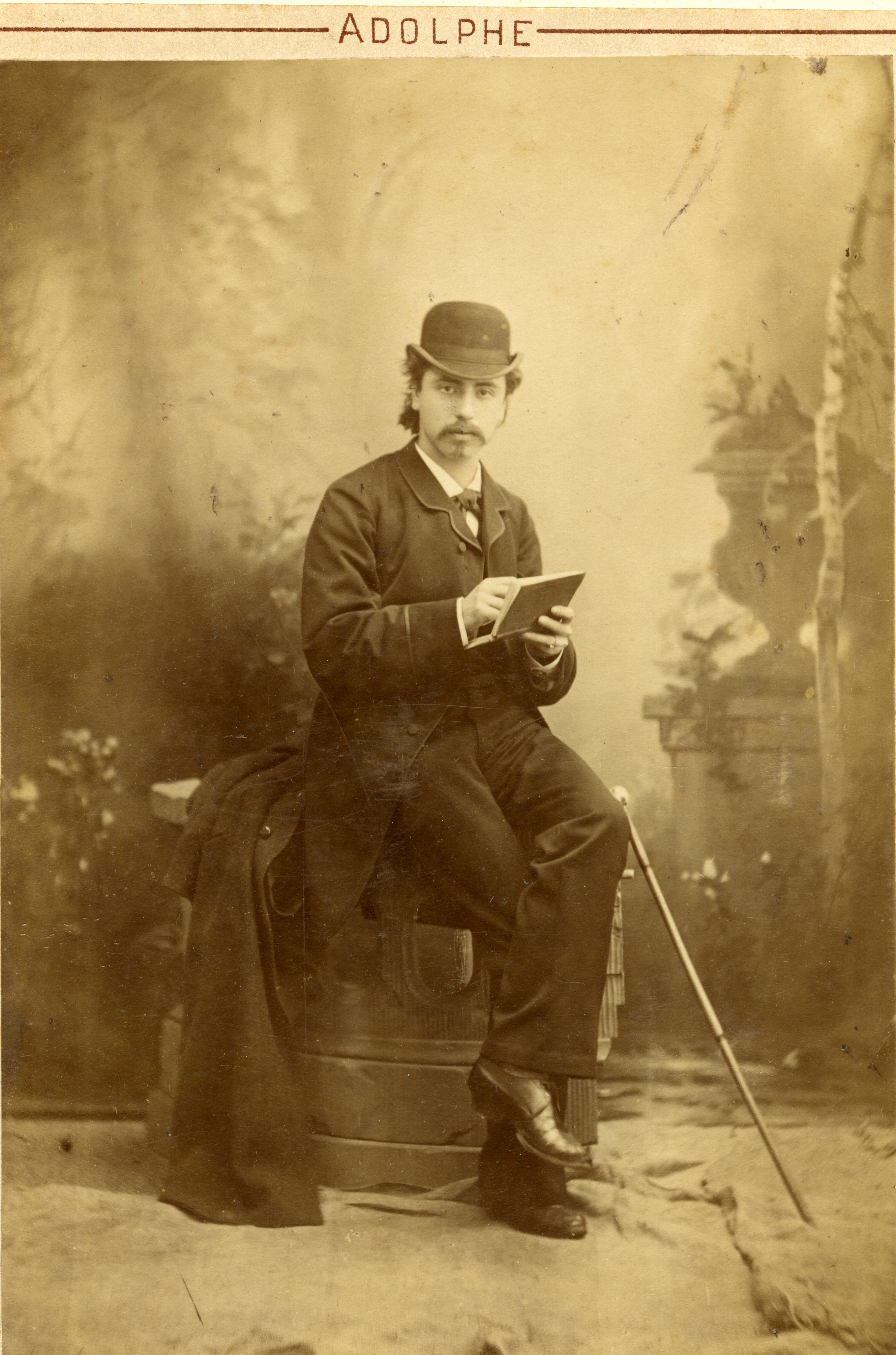
Van Rossum du Chattel, alrededor de 1890,
Fotografía de Adolphe Zimmermans.

Fredericus Jacobus van Rossum du Chattel ( Leiden, 10 de febrero de 1856-Yokohama, 10 de marzo de 1917 ) fue un pintor, acuarelista y grabador neerlandés. Realizó principalmente paisajes y marinas, y se le considera parte de la segunda generación de la Escuela de La Haya.

## Trayectoria
Fredericus van Rossum du Chattel era hijo del pintor de género Jan Hendrik van Rossum du Chattel (1820-1878). Asistió a la escuela de dibujo de Leiden y luego estudió en la Academia de Arte de La Haya. Luego fue aprendiz por un tiempo con Willem Maris. Inicialmente trabajó mucho en Vreeland, en el Utrechtse Vecht, lo que le valió el sobrenombre de "pintor del Vecht". De 1887 a 1908 trabajó principalmente en La Haya y Scheveningen. Pintó principalmente paisajes cambiantes, en su mayoría vistas de pólder con agua, molinos, granjas y graneros, pero también vistas de la ciudad, el pueblo y el invierno. A menudo trabajaba al óleo, pero probablemente se hizo aún más conocido por sus acuarelas. También hizo muchos grabados.
El método de trabajo de Van Rossum du Chattel era suelto y esquemático, al estilo de la Escuela de La Haya, con influencias del impresionismo . Supo dar una interpretación muy personal al paisaje que se desplegaba ante él, a partir de una observación minuciosa.
De 1908 a 1911 y de 1914 a 1917, Van Rossum du Chattel realizó dos viajes a las antiguas Indias Orientales Holandesas, donde pintó el paisaje de Indonesia. También visitó Filipinas. En el regreso de su último viaje, murió a consecuencia de un accidente durante una escala en Yokohama, Japón, donde también fue enterrado.
Van Rossum du Chattel dejó unas 1500 obras de arte. En vida disfrutó de un amplio reconocimiento y también vendió muchas obras en el extranjero, especialmente en los Estados Unidos. Ganó una medalla en la Exposición Universal de París de 1889. En parte debido al carácter poco innovador de su trabajo, fue algo olvidado después de su muerte.
Varias de sus obras se encuentran ahora en el Gemeentemuseum Den Haag. El Rijksmuseum de Ámsterdam tiene varios de sus grabados en su colección.
En 1890 Van Rossum du Chattel fue incluido en la Orden Belga de Leopoldo.

## Galería

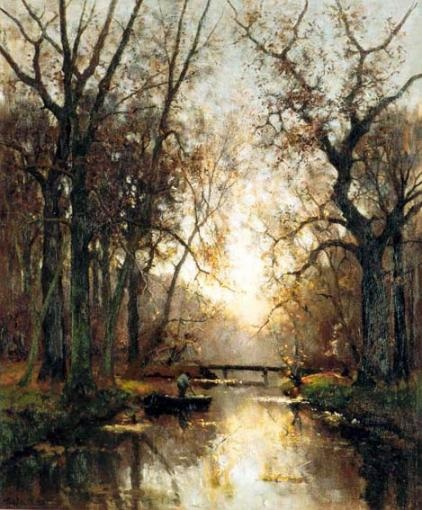
tarde de otoño
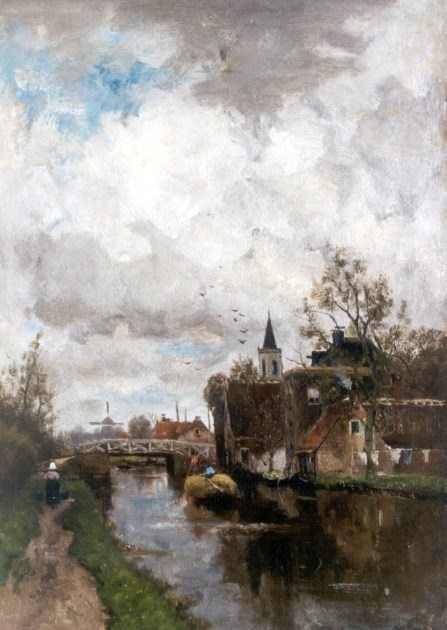
Lucha cara en verano
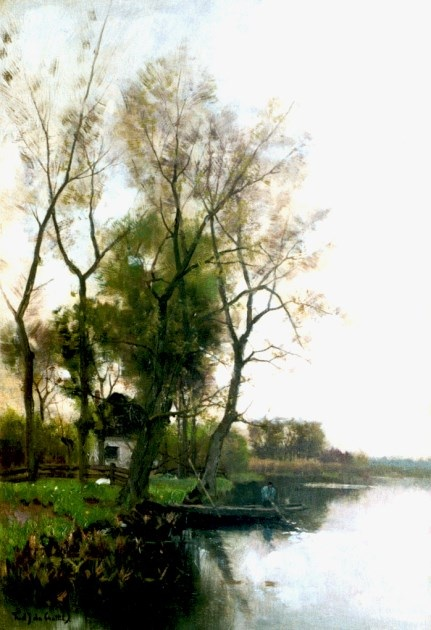
crucero de verano
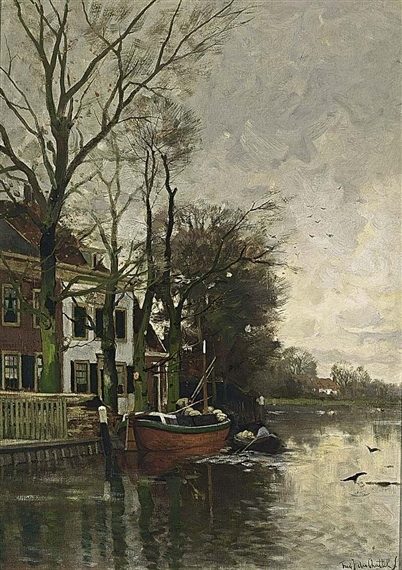
Descargando la carga
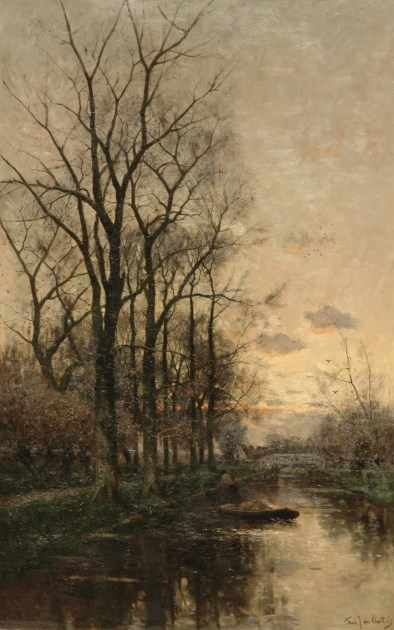
barco de jardinero
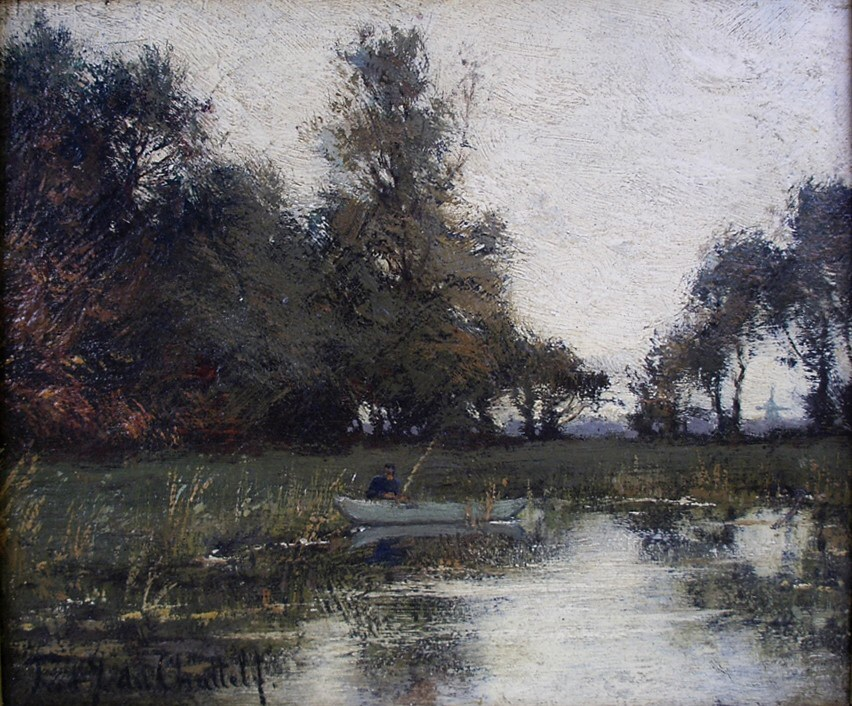
pescador en un charco
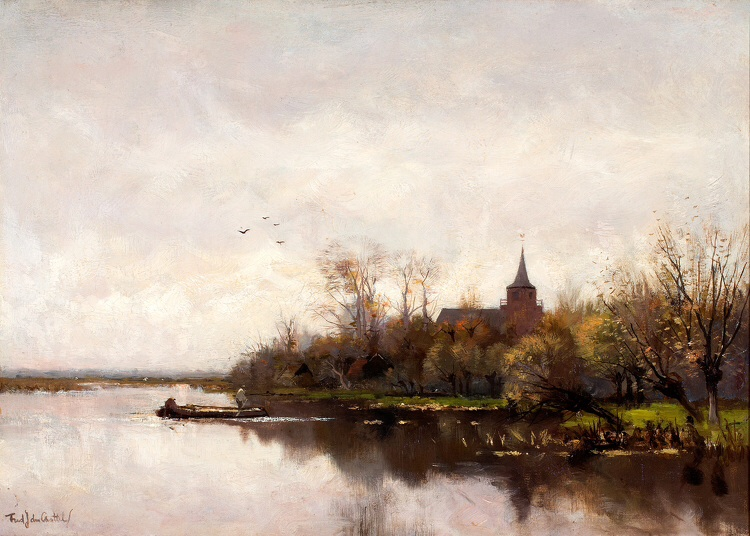
Vista del pueblo en el Vecht
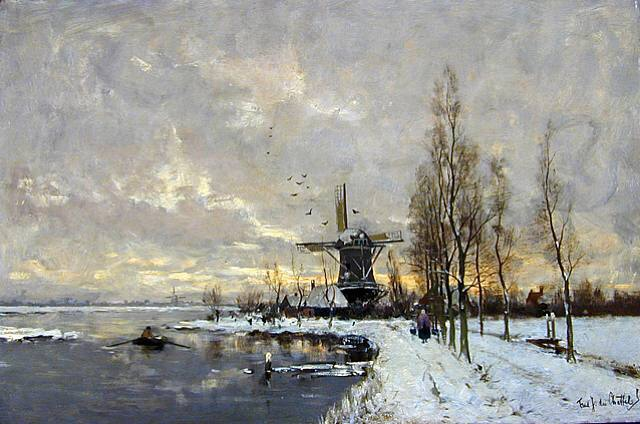
paisaje con molino
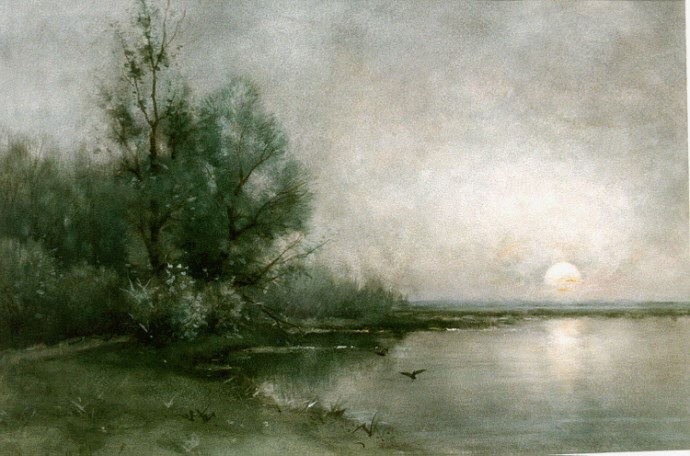
Orinar cara al atardecer
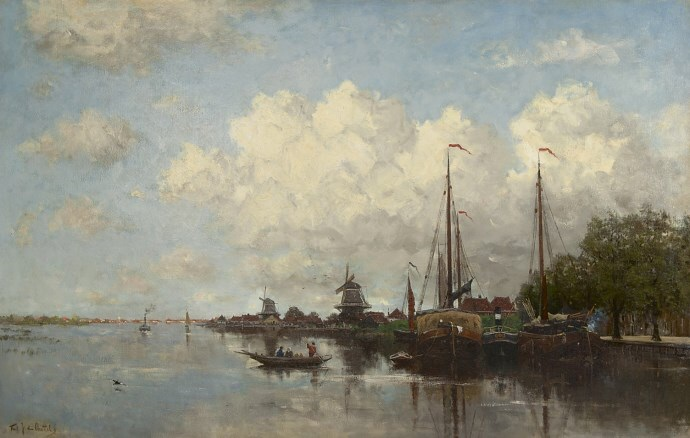
Vista del muelle del puerto